# Cinéma Le Tapis Rouge
Le Cinéma Le Tapis Rouge est un complexe de salles de cinéma indépendant basé à Trois-Rivières.

## Historique
L'entreprise est fondée en 2013 par Jacques Foisy, qui fut auparavant propriétaire de La Maison du cinéma, à Sherbrooke,. À son ouverture, le cinéma comptait trois salles, dont la capacité était de 126, 90 et 59 sièges,.
À sa troisième année d'existence, le cinéma interrompt ses activités durant la période estivale, le propriétaire déclarant qu'il y aurait une pénurie sans précédent de films d'auteurs,. Le cinéma est alors fermé du 8 juillet au 8 septembre, puis ré-ouvre ses portes. Deux ans plus tard, en 2018, l'administration déclare que cet événement est derrière eux et annonce l'ouverture d'une nouvelle salle de 40 places, représentant un investissement d'environ 150 000$,. 
En 2019, le complexe cinématographique est vendu à Paul Langevin, un psychologue, et Joël Côté, un ex-animateur de radio. Ce dernier s'était lié d'amitié avec l'ancien propriétaire quelques années avant la transaction, qui lui apprit progressivement les rouages de l'administration d'un cinéma avec qu'il ne fasse le saut.
Du 20 au 27 février 2020, le Cinéma Le Tapis Rouge accueille les Rendez-vous des cinémas du monde de Trois-Rivières. Un mois plus tard, l'entreprise est contrainte de fermer ses portes pendant quelques mois en raisons de la pandémie de covid-19.
Quatre ans après l'achat du cinéma, le co-propriétaire Paul Langevin se porte acquéreur d'un second cinéma, le Cinéma Complexe Alma, dans la région du Lac-Saint-Jean. En entrevue, il déclare espérer que cela puisse l'aider à avoir une meilleure écoute de la part des distributeurs.

### Cinémas similaires
- Cinéma Beaubien
- Cinéma Le Clap